# Benardrick McKinney
(en) Statistiques sur pro-football-reference
Benardrick Cornelius McKinney, né le 19 novembre 1992 à Tunica (Mississippi), est un joueur américain de football américain.
Il joue en National Football League (NFL) au poste de linebacker.

## Biographie

### Carrière universitaire
Il a étudié à l'Université d'État du Mississippi et a joué pour l'équipe des Bulldogs de Mississippi State de 2012 à 2014.

### Carrière professionnelle
Il décide de ne pas jouer une quatrième et dernière saison universitaire avec les Bulldogs en se déclarant éligible à la draft 2015 de la NFL. Il est choisi par les Texans de Houston au deuxième tour, en 43e position.
Il est sélectionné pour la première fois au Pro Bowl lors de la saison 2018.